# Morten Hesseldahl
Morten Hesseldahl (né le 11 décembre 1964 à Odense) est un écrivain, scénariste de bande dessinée, directeur éditorial et directeur culturel danois. Il dirige le Théâtre royal danois depuis 2014.

## Distinctions
- 1995 :  Prix Urhunden du meilleur album étranger pour Danmark besat t. 5 : Hjemsøgt (avec Niels Roland et Henrik Rehr)
- 2005 : Prix Harald-Mogensen 2008 pour Drager over Kabul
- 2022 : Prix Harald-Mogensen 2022 pour Mørket under isen